# Contrabando en la comarca de Verín
El contrabando en la comarca de Verín, también conocido como estraperlo, fue una actividad económica importante para la comarca, integrada dentro del contrabando que se producía en la frontera entre España y Portugal, en su tramo norte en Galicia.

## Historia
El contrabando en la zona está documentado desde el siglo XV, cuando se transportaban de forma ilegal ganado, vino y harina.
Tras la guerra civil, pese a no haber habido casi frentes, había mucha pobreza en esta comarca. Había numerosos robos en las cosechas, en el ganado y otros productos de los pueblos cercanos. Por lo que surgió el contrabando debido a la cercanía de la frontera con Portugal, más comúnmente conocida como A Raia en gallego. Concretamente en esta comarca se hacía el contrabando con productos como café, tabaco, bacalao, aceite y ganado, que llegaban a dar 4 millones de pesetas al año, especialmente el ganado. Además un dato bastante relevante era el contrabando de plásticos provenientes de Portugal, ya que resultaban de gran utilidad para la gente de los pueblos, ya que en España no se conocían.[cita requerida]
Todo este contrabando se realizaba por las famosas rutas del contrabando de Vilardevós, como la ruta da Raia, la ruta da serra, etc. Al estar esta zona en un lugar tan estratégico entre montañas para esconderse de los guardias, y con una línea de ferrocarril a 30-40 km de la frontera se revendían estos productos a otros pueblos gallegos y leoneses. Por lo que esta zona fue una de las más conocidas en el contrabando. Además, en Campobecerros había mucho carbón que se vendía a Portugal a través de la famosa ruta dos carboeiros, lo que aportaba también mucha ganancia.

## Situación en la actualidad
Tras el ingreso de ambos países en la Comunidad Europea, ya no se realiza contrabando en esta zona. Ahora podemos ver las famosas antiguas rutas del contrabando como rutas turísticas. Por parte de Portugal Chaves ahora se ha convertido en una pequeña ciudad industrial, y por parte de España Verín que es el pueblo principal de la comarca gallega de Verín se ha convertido en una gran villa.